# Ahmadou Sanou
Ahmadou Jean Jordan Sanou (* 5. September 1993) ist ein burkinischer Fußballspieler.

## Karriere
Sanou wechselte zur Saison 2017/18 zum französischen Fünftligisten FC Chamalières. Im September 2017 debütierte er in der National 3, als er am vierten Spieltag jener Saison gegen die Zweitmannschaft von Clermont Foot in der 66. Minute für Benoit Pouillen eingewechselt wurde. Seine ersten beiden Treffer für Chamalières erzielte er im November 2017 bei einem 4:1-Sieg gegen den FC Vaulx-en-Velin. Zu Saisonende hatte er 19 Spiele in der National 3 zu Buche stehen, in denen er sieben Tore erzielte.
Im Juni 2018 absolvierte Sanou ein Probetraining beim österreichischen Bundesligisten Wolfsberger AC. Zwar wurde er vom WAC nicht verpflichtet, allerdings wechselte er im August 2018 auf Empfehlung von Wolfsberg-Trainer Christian Ilzer zum Zweitligisten SK Vorwärts Steyr.
Sein Debüt in der 2. Liga gab er im September 2018, als er am siebten Spieltag der Saison 2018/19 gegen die Zweitmannschaft des FC Wacker Innsbruck in der 79. Minute für Josip Martinović ins Spiel gebracht wurde. Nach der Saison 2018/19 verließ er Steyr.
Nach einer Saison ohne Verein hätte er zur Saison 2020/21 zum viertklassigen ASKÖ Donau Linz wechseln sollen. Der Transfer zerschlug sich nach der offiziellen Vermeldung der Linzer aber noch.